# Vrchní velitelství spojeneckých expedičních sil
Vrchní velitelství spojeneckých expedičních sil (anglicky Supreme Headquarters Allied Expeditionary Force – SHAEF) bylo velitelství ozbrojených sil Spojenců na západní frontě existující během druhé světové války v letech 1944 až 1945. V jeho čele stál generál americké armády Dwight D. Eisenhower, jehož zástupcem pro letecké operace byl Air Chief Marshal Royal Air Force Arthur Tedder. Námořním silám podřízeným SHAEF zapojeným do vylodění v Normandii velel admirál Royal Navy Bertram Ramsay a expedičním leteckým silám (Allied Expeditionary Air Force) Air Marshal Trafford Leigh-Mallory. Před vyloďovací operací v Normandii a k podpoře následných bitev o předmostí byly SHAEF dočasně podřízeny i strategické bombardovací síly RAF (Bomber Command, velitel Air Chief Marshal Arthur Harris) i USAAF (Osmá letecká armáda, genpor. Jimmy Doolittle).
SHAEF podléhalo několik pozemních skupin armád, dvě taktické letecké armády, a jedna samostatná vzdušně výsadková armáda.
Po porážce nacistického Německa bylo toto spojenecké velitelství 14. července 1945 rozpuštěno.

## Složení
- První spojenecká vzdušně výsadková armáda (od 20. srpna 1944, velitel genpor. Lewis H. Brereton, skládala se z jednotek amerických, britských a polských)
- Britská 21. skupina armád (velitel polní maršál Bernard Law Montgomery, v počátečních fázích vylodění v Normandii současně velitel všech vyloděných pozemních sil)
  - První kanadská armáda (generál Henry Crerar)
  - Druhá britská armáda (generál Miles Dempsey)
- Americká 12. skupina armád (gen. Omar Bradley)
  - První armáda Spojených států amerických (gen. Courtney Hodges)
  - Třetí armáda Spojených států amerických (gen. George S. Patton)
  - Devátá armáda Spojených států amerických (genpor. William Simpson)
  - Patnáctá armáda Spojených států amerických (od listopadu 1944, velitelé genpor. John P. Lucas a později Leonard T. Gerow)
- Americká 6. skupina armád (po srpnu 1944, velitel gen. Jacob Devers)
  - První francouzská armáda (gen. Jean de Lattre de Tassigny)
  - Sedmá armáda Spojených států amerických (genpor. Alexander Patch)

- Allied Expeditionary Air Force (do září 1944, velitel Air Marshal Trafford Leigh-Mallory)
  - Druhá taktická letecká armáda RAF (velitel Air Marshal Arthur Coningham)
  - Devátá letecká armáda USAAF (generálporučík Lewis H. Brereton, později genpor. Elwood Quesada)

## Velitelé

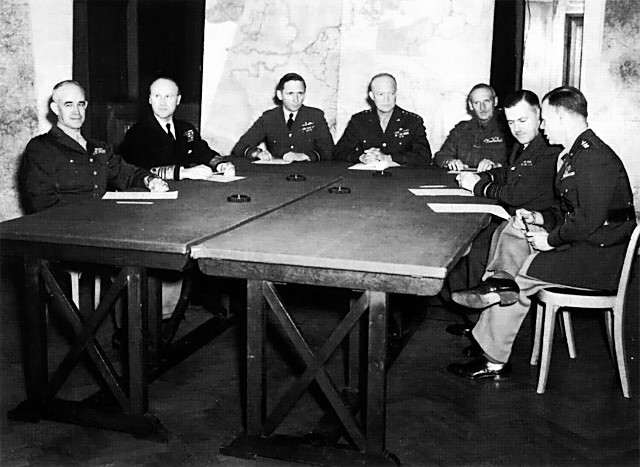
Příslušníci velitelského sboru SHAEF během porady. Zleva: Bradley, Ramsay, Tedder, Eisenhower, Montgomery, Leigh-Mallory a Walter Bedell Smith.

- Vrchní velitel spojeneckých expedičních sil: generál Dwight David Eisenhower
- Zástupce vrchního velitele spojeneckých expedičních sil: Air Chief Marshal Sir Arthur Tedder
- Velitelé pozemních sil:
  - polní maršál Sir Bernard Law Montgomery (21. skupina armád)
  - generál Omar N. Bradley (12. skupina armád)
  - generál Jacob L. Devers (6. skupina armád)
- Velitel vzdušných sil: Air Marshal Sir Trafford Leigh-Mallory
- Velitel námořních sil: admirál Sir Bertram Ramsay